# Îlot de Fonte da Areia
L'îlot de Fonte da Areia (en portugais : Ilhéu da Fonte da Areia) est un îlot situé dans la municipalité de Porto Santo, à Madère, au Portugal.